# Chimarra obscurella
Chimarra obscurella är en nattsländeart som beskrevs av Banks 1924. Chimarra obscurella ingår i släktet Chimarra och familjen stengömmenattsländor. Inga underarter finns listade i Catalogue of Life.